# Renee Phoenix
Renee Phoenix (Kettering, 12 de julio de 1987) es una cantante estadounidense, conocida por ser la vocalista de la banda de punk y post hardcore Fit For Rivals.

## Biografía

### Infancia
Renee Phoenix López nació el 12 de julio

### Carrera
A los 10 años formó su primera banda, llamada feminaxi, de la que fue vocalista y guitarrista. La banda grabó un solo disco.
Después fue la vocalista de la banda de punk y post hardcore  Fit For Rivals, formada en 2002 por Phoenix (voz) junto con Thomas Amason (guitarra), John Hartman (batería) y Jesse Carroll (guitarra). La banda ha grabado un álbum de estudio, Steady Damage, en 2008.  Su segundo y último álbum fue lanzado bajo el título de: Freak Machine.
Actualmente canta también bajo el nombre Pink fly como solista

## Discografía
En la banda The Explicits
- The Explicits

En la banda Fit For Rivals
- Was That Our Youth? EP (2008)
- Steady Damage (2009)
- Sugar(2015)
- Freak Machine (2016)
- Fake (2020)